# 馬庫斯·科恩
馬庫斯·科恩（法語：Marc Mordecai Cohn，1906年5月31日—1998年12月28日）出生於法國大東部大區下萊茵省的斯特拉斯堡，是一位已故的猶太教的教育家。

## 生平
他的教職生涯從蒂永維爾開始，接著成為法國猶太神學院的聖經教授，在那個時期招募了著名的學生喬治·盧安熱，還有兼任高等研究應用學院的教職，達維德·福伊爾沃克拉比便是在這裡啟蒙和受到他的引導。1934年他接任國立東方語言文明學院擔任宗教學的教授。1949年他移民到以色列，他馬上就接到耶路撒冷希伯來大學的邀請擔任教授，一直到他退休為止。
1998年12月28日在耶路撒冷逝世，享年92歲。